# Torghai (Gebiet)
Das Gebiet Torghai (kasachisch Торғай облысы Torghai oblyssy, russisch Тургайская область Turgaiskaja oblast; Gebiet Turgai) war eine Verwaltungseinheit der Republik Kasachstan und zuvor als Oblast Turgai der Kasachischen SSR der Sowjetunion.

## Geschichte
In dem Gebiet im Nordwesten Kasachstans, das von den Flüssen Ischim und Turgai durchquert wird, hatte bereits im Russischen Reich ab 1868 eine Oblast Turgai bestanden, die auch noch in den ersten Jahren Sowjetrusslands bis 1920 existierte, als sie im Gouvernement Orenburg aufging. Diese erste Oblast Turgai war mehr als viermal so groß wie die spätere und erstreckte sich bedeutend weiter nach Norden (bis nördlich Qostanai), Westen (bis westlich Aqtöbe) und Süden.
Die zuletzt existierende Oblast Turgai entstand am 23. November 1970 durch Ausgliederung mehrerer südlicher und östlicher Rajons der Oblast Kustanai (heute Gebiet Qostanai) und westlicher Rajons der Oblast Zelinograd (heute Gebiet Aqmola). Verwaltungszentrum wurde die Stadt Arqalyq.
Am 2. Juni 1988 wurde die Oblast aufgelöst und ihre Rajons wieder den Nachbargebieten zugeteilt, aber bereits im August 1990 wiederhergestellt. Seit dessen Unabhängigkeit Ende 1991 gehörte das Gebiet zu Kasachstan und bestand noch bis 1997, als sein Territorium im Rahmen einer Verwaltungsreform wiederum zwischen den Gebieten Qostanai und Aqmola aufgeteilt wurde.

## Gliederung
Das 111.900 km² große Gebiet Torghai hatte 1989 knapp 300.000 Einwohner (entsprechend einer Bevölkerungsdichte von 2,6 Einwohnern pro km²), war in neun Rajons und das Verwaltungszentrum Arqalyq als direkt unterstellte, rajonfreie Stadt gegliedert:
| Audan                    | Einwohner | Verwaltungssitz |
| ------------------------ | --------- | --------------- |
| Arqalyq (Stadt)          | 62.367    | Arqalyq         |
| Amangeldi                | 27.998    | Amangeldi       |
| Arqalyq                  | 23.216    | Arqalyq         |
| Jessil                   | 44.466    | Jessil          |
| Kijma                    | 21.110    | Kijma           |
| Oktjabrskoje             | 22.852    | Oktjabrskoje    |
| Schaksy                  | 20.542    | Schaksy         |
| Schangadala              | 13.058    | Tasty-Taldy     |
| Schangeldin              | 28.765    | Torghai         |
| Scharqajy                | 30.634    | Derschawinsk    |
| Stand: Volkszählung 1989 |           |                 |

Anmerkung: zum Zeitpunkt der Volkszählung 1989 bestand die Oblast Turgai vorübergehend nicht, aber ihre Rajons waren in gleicher Form Bestandteile der Nachbargebiete; angegeben sind die kasachischen Namensformen